# Мечеть Сюле Челебі
Мече́ть Сюле́ Челебі́ (тур. Süle Çelebi Camii) — мечеть у центрі міста Едірне, Туреччина, збудована Хаджі Сюле, сином Хаджі Сінана, у 1559 році.
На початковому етапі будівництва мечеть Сюле Челебі мала один великий та два менших куполи. Під час землетрусу 1752 року купол мечеті обвалився, і замість нього було споруджено дерев'яний дах. Мечеть, яка тривалий час була закрита через пошкодження, була відреставрована Головним управлінням фондів у 2005 році та знову відкрита для богослужінь.
Мечеть, розташована у просторому дворі, оточеному з чотирьох боків стіною, має один купол (відновлений) та квадратний план. У східному та південно-східному кутах двору мечеті знаходиться хазіре (цвинтар при мечеті). Тут розташовані могили засновника мечеті Хаджі Сюле Челебі та Шейха Хаджі Мустафи ель-Бекіра з тарикату Халветі, який помер у 1716 році. У західному куті двору розташований фонтан. На стіні кібли та бічних стінах мечеті розташовано по чотири вікна: два внизу та два вгорі. Двопролітний притвор перекритий двома куполами. Посередині притвору, між двома вікнами, розміщений міхраб.